# Chorebus orbiculatae
Chorebus orbiculatae is een insect dat behoort tot de orde vliesvleugeligen (Hymenoptera) en de familie van de schildwespen (Braconidae). De wetenschappelijke naam van de soort werd voor het eerst geldig gepubliceerd door Graham C. D. Griffiths in 1967.